# Okres Tczew

Administrativní dělení okresu

Okres Tczew (polsky Powiat tczewski) je okres v polském Pomořském vojvodství. Rozlohu má 697 km² a v roce 2019 zde žilo 115 728 obyvatel. Sídlem správy okresu je město Tczew.

## Gminy
Městská:
- Tczew

Městsko-vesnické:
- Gniew
- Pelplin

Vesnické:
- Morzeszczyn
- Subkowy
- Tczew

## Města
- Gniew
- Pelplin
- Tczew

## Sousední okresy
| Růžice kompasu | Gdaňsk    | Gdaňsk      | Malbork | Růžice kompasu |
| Růžice kompasu | Starogard | Sever       | Sztum   | Růžice kompasu |
| Růžice kompasu | Starogard | Okres Tczew | Sztum   | Růžice kompasu |
| Růžice kompasu | Starogard | Jih         | Sztum   | Růžice kompasu |
| Růžice kompasu | Starogard | Świecie     | Kwidzyn | Růžice kompasu |